# Projekt MACHO
Projekt MACHO – program współpracy pomiędzy astronomami działającymi w Kalifornii i Australii w celu poszukiwania obiektów MACHO przy wykorzystaniu specjalnie zbudowanych do tego celu kamer CCD instalowanych uprzednio na 1,3-metrowych teleskopach zwierciadlanych w obserwatoriach: Mount Stromlo i Siding Spring.
Pieczę nad projektem sprawuje Charles Alcock z Lawrence Livermore National Laboratory w Kalifornii.